# Сеука (комуна)
Сеука (рум. Săuca) — комуна у повіті Сату-Маре в Румунії. До складу комуни входять такі села (дані про населення за 2002 рік):
- Бекень (481 особа)
- Кісеу (94 особи)
- Сеука (383 особи) — адміністративний центр комуни
- Сілваш (172 особи)
- Чан (338 осіб)

Комуна розташована на відстані 437 км на північний захід від Бухареста, 46 км на південний захід від Сату-Маре, 113 км на північний захід від Клуж-Напоки.

## Населення
За даними перепису населення 2002 року у комуні проживали 1468 осіб.
Національний склад населення комуни:
| Національність | Кількість осіб | Відсоток |
| -------------- | -------------- | -------- |
| румуни         | 745            | 50,7 %   |
| угорці         | 514            | 35,0 %   |
| цигани         | 208            | 14,2 %   |
| українці       | 1              | 0,1 %    |

Рідною мовою назвали:
| Мова      | Кількість осіб | Відсоток |
| --------- | -------------- | -------- |
| румунська | 758            | 51,6 %   |
| угорська  | 538            | 36,6 %   |
| циганська | 170            | 11,6 %   |
| німецька  | 2              | 0,1 %    |

Склад населення комуни за віросповіданням:
| Релігія        | Кількість осіб | Відсоток |
| -------------- | -------------- | -------- |
| реформати      | 492            | 33,5 %   |
| православні    | 448            | 30,5 %   |
| греко-католики | 409            | 27,9 %   |
| римо-католики  | 57             | 3,9 %    |
| баптисти       | 42             | 2,9 %    |
| не релігійні   | 6              | 0,4 %    |